# Prasinocyma debilis
Prasinocyma debilis là một loài bướm đêm trong họ Geometridae.